# Модернизм
Модерни́зм (итал. modernismo — «современное течение»; от лат. modernus — «современный, недавний») — это стиль в искусстве, характеризуемый отрицанием предшественников, разрушением устоявшихся представлений, традиционных идей, форм, жанров и поиском новых способов восприятия и отражения действительности. Под модернизмом также понимают изменения в литературе, архитектуре и искусстве в конце XIX — начале XX века, направленные на разрыв с предшествующими художественными традициями, стремление к новому, условность стиля, поиск и обновление художественных форм.
Модернизм — условное обозначение тенденций развития искусства, течений и школ, деятельности отдельных мастеров, стремящихся к обновлению художественного языка. В представлении модернистов авангард представляет собой пройденный этап и даже своеобразную новую классику, которую следует, как и старую классику, развивать, а не опровергать. Авангардизм кратковременен, он проявляется лишь в переломные моменты истории; модернизм перманентен, он отражает постоянное стремление к совершенствованию художественной формы.
Понятие модернизма в искусстве некоторые исследователи иллюстрируют при помощи такого направления, как авангард. Российский философ В. П. Руднев следующим образом разъяснял различия понятий «модернизм» и «авангард»: «Авангард невозможен без скандала, эпатажа… Модернизм рождает новое исключительно в сфере художественной формы, в сфере художественного синтаксиса и семантики, не затрагивая сферу прагматики… Для модернистов характерна серьёзная, углубленная работа над формой, не терпящая суеты, внешних эффектов и популистских или скандальных акций, привлекающих внимание публики. Модернисты работают скромно, уединенно, в тишине своих мастерских, и их эксперименты рассчитаны на медленное, постепенное усвоение избранным, узким кругом знатоков… Типичный модернист и типичный авангардист представляли собой совершенно различные характерологические радикалы. Вот типичные модернисты: сухопарый длинный Джойс, изнеженный Пруст; маленький, худой, как будто навек испуганный, Франц Кафка; длинные, худые Шостакович и Прокофьев; сухой маленький Игорь Стравинский. Все это шизоиды-аутисты, замкнутые в своем эстетическом мире. Невозможно их представить на площади или на эстраде эпатирующими публику… А вот авангардисты. Агрессивный, с громовым голосом, атлет Маяковский, так же атлетически сложенный, „съевший собаку“ на различного рода скандалах Луис Бунюэль; самовлюбленный до паранойи и при этом рассчитывающий каждый свой шаг Сальвадор Дали».
Лебедев В. Ю. и Прилуцкий А. М. дают следующую характеристику основных отличий модернизма и авангарда, хотя и пересекающуюся с вышеприведенными, но несколько отличающуюся от них. Кроме явной хронологической неодновременности (авангард — атрибут XX в., появляется он не ранее конца XIX в., то есть позже модернизма), они имеют следующие основные принципиальные отличия.
1. Аксиологические — модернизм не порывает с традиционными культурными ценностями, так, художники-одиночки у Т. Манна развивают типажи романтических одиночек. Авангард не только осуществляет ценностный разрыв, но и открыто заявляет об этом.
2. Языковые (семантические) — модернизм не отказывается от традиционного языка искусства, но использует все его возможности «до предела». Авангард начинает коренным образом перестраивать язык, обычно двигаясь по пути примитивизации, подчас до «детскости», в то время как язык модернизма сложен и элитарен (при этом внешняя простота авангарда часто рассчитана на свою элиту).

Важно обратить внимание на различие двух терминов — «модернизм» и «модерн», близких по звучанию в русском языке. «Модерн» обозначает период развития искусства конца XIX — начала XX века в стилевых течениях ар нуво или югендстиль, сецессион и других, затронувших главным образом архитектуру и декоративно-прикладное искусство. Характерные проявления эстетики модерна связаны с использованием асимметричных изогнутых линий и стилизованных растительных форм. «Модернизм» — широкое понятие, явление, отражающее многочисленные течения, тенденции и направления в культуре первой трети XX века, ориентированные на преодоление устоявшейся художественной традиции в целом и стремление к обновлению идей, форм, жанров и ценностей.

## История термина
Термин «модернизм», как и понятие «постмодернизм», вопреки ожидаемому, родился не в ареале европейской культуры, а в латиноамериканской литературе. Его придумал никарагуанский поэт Рубен Дарио в 1890 году дабы противопоставить национальный модернизм (исп. modernismo) европейской испаноязычной традиции. Только позднее, в ХХ столетии понятие «модернизм» стали употреблять в странах Западной Европы. Немецкий философ франкфуртской школы Т.Адорно отмечал в качестве основной тенденции развития искусства XX века «атомизацию: стремление к автономности и структурности формы, поиски её конструктивной основы».
Тем не менее, и в модернизме существуют свои крайности. Девизом типично модернистского нигилизма можно считать фразу архитектора Ле Корбюзье: «Должно все начать с нуля» (франц. «Il faut tout recommencer à zéro»). Новизна была для модернистов чем-то вроде религии. Новое требовалось любой ценой. Отсюда понятие хронофагии (греч. chronos — «время» и phagomai — «буду есть») — пожирания времени, неспособность пребывания в настоящем. Модернист подобен Кроносу (Хроносу), пожирающему своих детей. Время без прошлого (исторического мышления) и настоящего отражает беспокойство и торопливость современного человека. Выдающийся немецкий философ-романтик Ф. фон Баадер называл такое «срединное» время «ускользающим» (нем. Scheinzeit). Г. Зедльмайр в статье «Утрата середины» (1948) писал, что потеря настоящего (актуального) между прошлым и будущим приводит к крайностям пассеизма, одной из разновидностей которого по его мнению является классицизм, или футуризма, ведущего к нигилизму и атеизму.
Модернизм был основным направлением в западноевропейской культуре XX века, проявив себя в различных видах искусств. Во второй половине XX века он был скорректирован, подвергнут последовательной критике и вытеснен другими художественными концепциями. В частности — идеологией и философией постмодернизма.

## Модернизм в изобразительном искусстве

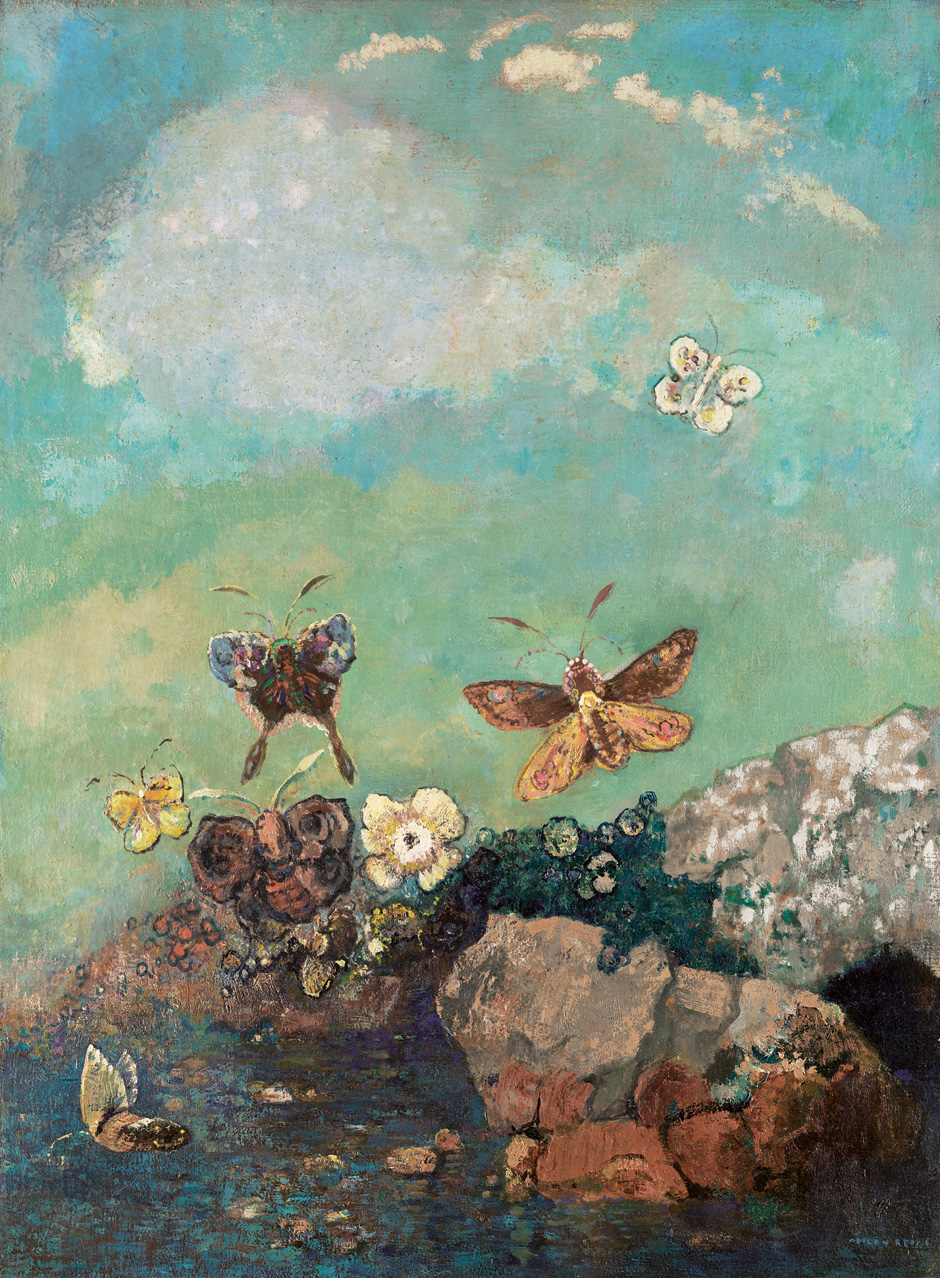
Одилон Редон. Бабочки, около 1910 (Museum of Modern Art)

Модернизм — совокупность художественных течений в искусстве второй половины XIX — середины XX столетия.
Термин охватывает такие направления искусства, как фовизм, кубизм, футуризм, импрессионизм, экспрессионизм, конструктивизм и др. Наиболее значительными модернистскими течениями были импрессионизм, экспрессионизм, нео- и постимпрессионизм, фовизм, кубизм, футуризм. Абстрактное искусство, дадаизм, сюрреализм принято относить к авангарду.
Датой зарождения модернизма часто называют 1863 год — год открытия в Париже «Салона отверженных», куда принимались работы, отвергнутые жюри Парижского салона. В некоторых случаях датой начала нового искусства определяют 1855, когда Гюстав Курбе представил картину «Мастерская художника» или 1784, когда Жак-Луи Давид завершил работу над Клятвой Горациев. Широко распространено мнение, что основные идеи и принципы современного искусства складываются ещё в XVII веке, на заре искусства Нового времени.
В широком смысле модернизм — «другое искусство», главной целью которого является создание оригинальных произведений, основанных на внутренней свободе и особом видении мира автором и несущих новые выразительные средства изобразительного языка. В первой половине XX века развитие модернизма в архитектуре и дизайне было связано с возникновением школы Баухаус, распространением идей функционализма, конструктивизма, Нового ви́дения.

## Модернизм в литературе
В литературе модернизм пришёл на смену классическому роману. Вместо жизнеописания читателю стали предлагать литературные интерпретации различных философских, психологических и исторических концепций (не путать с психологическим, историческим и философским романом, являющимися классическими), появился стиль, названный Поток сознания (англ. Stream of consciousness), характеризующийся глубоким проникновением во внутренний мир героев. Важное место в литературе модернизма занимает тема осмысления войны, потерянного поколения.
Главными предтечами модернизма были: Достоевский (1821—81) (Преступление и наказание (1866), Братья Карамазовы (1880)); Уитмен (1819—92) (Листья травы) (1855—91); Бодлер (1821—67) (Цветы зла), А. Рембо (1854—91) (Озарения, 1874); Стриндберг (1849—1912), особенно его поздние пьесы.
Модернизм покончил со старым стилем в первые три десятилетия XX века и радикально пересмотрел возможные литературные формы. Главные литераторы этого периода:
- Анна Ахматова (1889—1966)
- Габриэ́ле д’Анну́нцио (1863—1938)
- Гийом Аполлинер (1880—1918)
- Андрей Белый (1880—1934)
- Готфрид Бенн (1886—1956)
- Иван Цанкар (1876—1918)
- Константинос Кавафис (1863—1933)
- Джозеф Конрад (1857—1924)
- Альфред Дёблин (1878—1957)
- Хильда Дулитл (1886—1961)
- Томас Стернз Элиот (1888—1965)
- Уильям Фолкнер (1897—1962)
- Фрэнсис Скотт Фицджеральд (1896—1940)
- Э. М. Форстер (1879—1971)
- Эрнест Хемингуэй (1899—1961)
- Гуго фон Гофмансталь (1874—1929)
- Макс Жако́б (1876—1944)
- Джеймс Джойс (1882—1941)[8]
- Франц Кафка (1883—1924)
- Георг Кайзер (1878—1945)
- Дэвид Герберт Лоуренс (1885—1930)
- Перси Уиндем Льюис (1882—1957)
- Томас Манн (1875—1955)
- Юджин Глэдстоун О’Нил (1888—1953)
- Ферна́нду Песо́а (1888—1935)
- Ма́риу де Са-Карне́йру (1890—1916)
- Эзра Паунд (1885—1972)
- Марсель Пруст (1871—1922)
- Дороти Ричардсон (1873—1957)
- Райнер Мария Рильке (1875—1926)
- Гертруда Стайн (1874—1946)
- Уоллес Стивенс (1875—1955)
- Итало Звево (1861—1928)
- Эрнст Толлер (1893—1939)
- Георг Тракль (1887—1914)
- Поль Валери (1871—1945)
- Роберт Вальзер (1878—1956)
- Уильям Карлос Уильямс (1883—1963)
- Франк Ведекинд (1864—1918)
- Вирджиния Вулф (1882—1941)
- Уильям Батлер Йейтс (1865—1939)
- Андре Жид (1869—1951)
- Олдос Хаксли (1894—1963)
- Андре Бретон (1896—1966)
- Эрих Мария Ремарк (1898—1970)

## Модернизм в архитектуре
Выражение «модернизм в архитектуре» употребляется часто как синоним термина «современная архитектура», но последний термин всё же шире. Модернизм в архитектуре охватывает творчество пионеров современной архитектуры и их последователей во временно́м промежутке с конца 1900-х, начала 1920-х годов и по 1970-е—1980-е годы (в Европе), когда в архитектуре возникли новые тенденции. Появление модернизма связывают с социальными изменениями в социальной среде того времени. Он отразил настроения, взгляды и вкусы людей, которые в XIX веке совершили настоящий промышленный переворот. Этими людьми были банкиры, промышленники и купцы, именно для них и была создана данная культура. В обиходе модернизм получил название «стиль миллионеров».
В специальной литературе термину «архитектурный модернизм» соответствуют английские термины «modern architecture», «modern movement» или же «modern», употребляемые в том же контексте. Выражение «модернизм» употребляется иногда как синоним понятия «современная архитектура»; или же как название стиля (в англоязычной литературе — «modern»).
Архитектурный модернизм включает такие архитектурные направления, как европейский функционализм 1920—1930-х годов, конструктивизм и рационализм в 1920-х годах России, движение «баухаус» в Германии, архитектурный ар-деко стиль, интернациональный стиль, брутализм, органическая архитектура. Таким образом, каждое из этих явлений — суть одна из ветвей общего дерева, архитектурного модернизма.
Основные представители архитектурного модернизма — это пионеры современной архитектуры Фрэнк Ллойд Райт, Вальтер Гропиус, Рихард Нойтра, Людвиг Мис ван Дер Роэ, Ле Корбюзье, Алвар Аалто, Оскар Нимейер, а также некоторые другие.

## Модернистские течения в искусстве
- Абстрактное искусство
- Абстрактный экспрессионизм
- Авангард
- Акмеизм
- Дадаизм
- Кубизм
- Постимпрессионизм
- Сюрреализм
- Фовизм
- Футуризм
- Экспрессионизм
- Символизм
- Примитивизм

## Критика
Противниками модернизма были Максим Горький и Михаил Лифшиц.
Главной проблемой стали не изображаемые предметы, а сам способ создания этих изображений (то есть не «что», а «как»). Задача художника — не добиваться сходства с реальностью, а привлечь взгляд организованными каким-то определённым образом линиями и пятнами. Так, Василий Кандинский открыл в схематизме силу вызывать некие свободные ассоциации; Поль Синьяк превратил все видимое в настоящую сеть из мириад световых точек; у знаменитого Поля Гогена формы стали переходящими сочетаниями цветовых пятен, которые способны перенести зрителя из индустриальных метрополий к самому истоку цивилизации; у Густава Климта образы начали растворяться в декоративном великолепии.